# 邱相榤
邱相榤（2002年11月11日—），臺灣男子羽毛球運動員，前職棒運動員邱文聲之子。曾為合作金庫羽球隊成員，2024年改入土地銀行羽球隊。

## 簡歷
邱相榤的父親邱文聲是前台灣職棒大聯盟聲寶太陽隊投手，現國立中央大學助理教授兼棒球隊總教練；其弟邱紹華也是羽球運動員。邱相榤在國小就讀中教大實小時參加高爾夫球隊，但因意外骨折休養，傷癒後加入羽球隊後覺得羽球很有趣，從此開始羽球生涯，且因為喜歡速度感，而選擇節奏較快的雙打為主項。他自國中起就讀羽球名校西苑高中，高中畢業前成為甲組球員，後就讀國立臺灣體育運動大學。

### 2022年
自2022年起，邱相榤與楊明哲組成男雙搭檔參加國際賽，在波恩國際賽、波蘭國際賽、克羅地亞國際賽、荷蘭公開賽四站奪冠，丹麥大師賽、保加利亞國際賽、捷克公開賽三站獲亞。他亦搭檔林筱閔兼項參加混雙賽事，兩人自2022年8月舉辦的全國羽球排名賽奪冠後成為固定搭檔，並於該年波蘭、克羅埃西亞、保加利亞三站賽事奪冠。

### 2023年
2023年6月，邱相榤返台參加台北公開賽。他與楊明哲在男子雙打首輪遭遇第一種子王耀新／張御宇，最終以1比2（21-15、21-12、21-15）落敗；邱與林筱閔在混雙賽事則挺進決賽，最終以12－21、8－21的懸殊比分落敗，收穫亞軍。

### 2024年
2024年8月，巴黎奧運會結束後，王齊麟因搭檔李洋退役而改與邱相榤組成男雙搭檔。

## 個人生活
與跆拳道國手羅嘉翎交往中。

## 主要比賽成績
只列出曾進入準決賽的國際賽事成績：
| 年份   | 賽事                 | 公開賽級別 | 項目     | 拍檔   | 成績   |
| ------ | -------------------- | ---------- | -------- | ------ | ------ |
| 2022年 | 意大利羽毛球國際賽   | 國際挑戰賽 | 男子雙打 | 楊明哲 | 準決賽 |
| 2022年 | 丹麥羽毛球大師賽     | 國際挑戰賽 | 男子雙打 | 楊明哲 | 亞軍   |
| 2022年 | 波恩羽毛球國際賽     | 未來系列賽 | 男子雙打 | 楊明哲 | 冠軍   |
| 2022年 | 比利時羽毛球國際賽   | 國際挑戰賽 | 男子雙打 | 楊明哲 | 準決賽 |
| 2022年 | 比利時羽毛球國際賽   | 國際挑戰賽 | 混合雙打 | 林筱閔 | 亞軍   |
| 2022年 | 波蘭羽毛球國際賽     | 國際系列賽 | 男子雙打 | 楊明哲 | 冠軍   |
| 2022年 | 波蘭羽毛球國際賽     | 國際系列賽 | 混合雙打 | 林筱閔 | 冠軍   |
| 2022年 | 克羅地亞羽毛球國際賽 | 未來系列賽 | 男子雙打 | 楊明哲 | 冠軍   |
| 2022年 | 克羅地亞羽毛球國際賽 | 未來系列賽 | 混合雙打 | 林筱閔 | 冠軍   |
| 2022年 | 保加利亞羽毛球國際賽 | 未來系列賽 | 男子雙打 | 楊明哲 | 亞軍   |
| 2022年 | 保加利亞羽毛球國際賽 | 未來系列賽 | 混合雙打 | 林筱閔 | 冠軍   |
| 2022年 | 荷蘭羽毛球公開賽     | 國際挑戰賽 | 男子雙打 | 楊明哲 | 冠軍   |
| 2022年 | 捷克羽毛球公開賽     | 國際系列賽 | 男子雙打 | 楊明哲 | 亞軍   |
| 2022年 | 捷克羽毛球公開賽     | 國際系列賽 | 混合雙打 | 林筱閔 | 亞軍   |
| 2023年 | 台北羽球公開賽       | 超級300賽  | 混合雙打 | 林筱閔 | 亞軍   |
| 2023年 | 高雄羽球大師賽       | 超級100賽  | 混合雙打 | 林筱閔 | 準決賽 |
| 2024年 | 越南羽毛球國際挑戰賽 | 國際挑戰賽 | 男子雙打 | 劉廣珩 | 冠軍   |
| 2024年 | 越南羽毛球國際挑戰賽 | 國際挑戰賽 | 混合雙打 | 林筱閔 | 準決賽 |
| 2024年 | 泰國羽毛球國際挑戰賽 | 國際挑戰賽 | 男子雙打 | 劉廣珩 | 準決賽 |
| 2024年 | 韓國羽球公開賽       | 超級500賽  | 男子雙打 | 王齊麟 | 準決賽 |
| 2024年 | 香港羽球公開賽       | 超級500賽  | 男子雙打 | 王齊麟 | 準決賽 |
| 2024年 | 韓國羽球大師賽       | 超級300賽  | 男子雙打 | 王齊麟 | 準決賽 |
| 2025年 | 台北羽球公開賽       | 超級300賽  | 男子雙打 | 王齊麟 | 冠軍   |

| 2018-2026年 | 總決賽 | 超級1000賽 | 超級750賽 | 超級500賽 | 超級300賽 | 超級100賽 | 國際挑戰賽 | 國際系列賽 | 未來系列賽 | 其他 |

## 外部連結
- 邱相榤在BWFBadminton.com（英语）
- 邱相榤在BWF.TournamentSoftware.com（英语）
- 邱相榤在Flashscore（英语）